# Харман (Западна Вирџинија)
Харман (енгл. Harman) град је у америчкој савезној држави Западна Вирџинија.

## Демографија
По попису из 2010. године број становника је 143, што је 17 (13,5%) становника више него 2000. године.
| Група             | 2000.       | 2010.        |
| Белци             | 125 (99,2%) | 143 (100,0%) |
| Афроамериканци    | 0 (0,0%)    | 0 (0,0%)     |
| Азијати           | 0 (0,0%)    | 0 (0,0%)     |
| Хиспаноамериканци | 0 (0,0%)    | 0 (0,0%)     |
| Укупно            | 126         | 143          |